# Patrick van Luijk
Patrick van Luijk (Países Bajos, 17 de septiembre de 1984) es un atleta neerlandés, especialista en la prueba de 4 x 100 m en la que llegó a ser campeón europeo en 2012.

## Carrera deportiva
En el Campeonato Europeo de Atletismo de 2012 ganó la medalla de oro en los relevos 4 x 100 metros, con un tiempo de 38.34 segundos, llegando a la meta por delante de Alemania (plata) y Francia (bronce), siendo sus compañeros de equipo: Churandy Martina, Giovanni Codrington y Brian Mariano. Además ganó la medalla de plata en los 200 metros, con un tiempo de 20.87 segundos, llegando a meta tras su compatriota Churandy Martina (oro con 20.42 s) y por delante del británico Daniel Talbot (bronce).